# Nowa Słupia
Nowa Słupia is een dorp in het Poolse woiwodschap Święty Krzyż, in het district Kielecki. De plaats maakt deel uit van de gemeente Nowa Słupia en telt ca. 1600 inwoners.

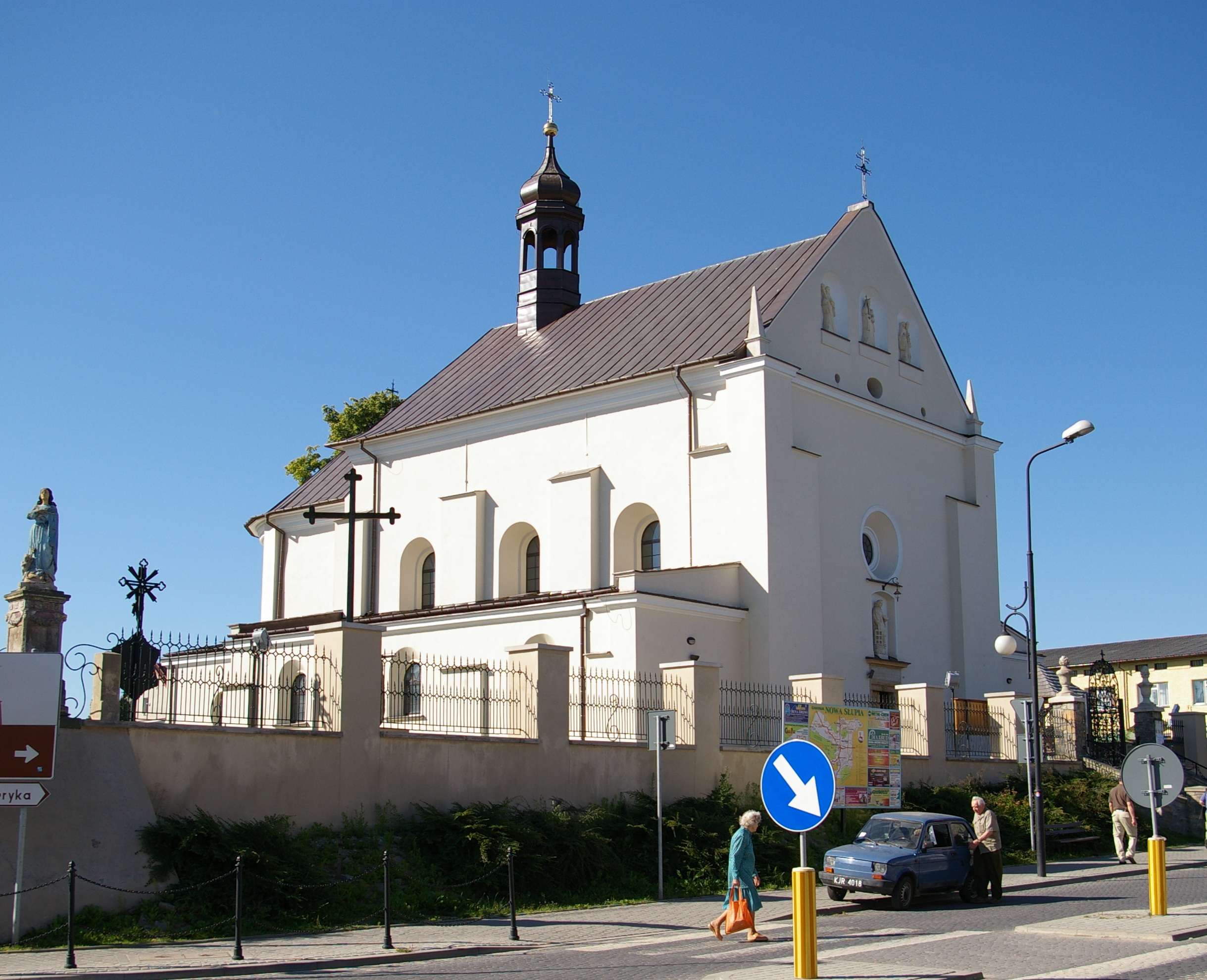
Kerk in Nowa Słupia
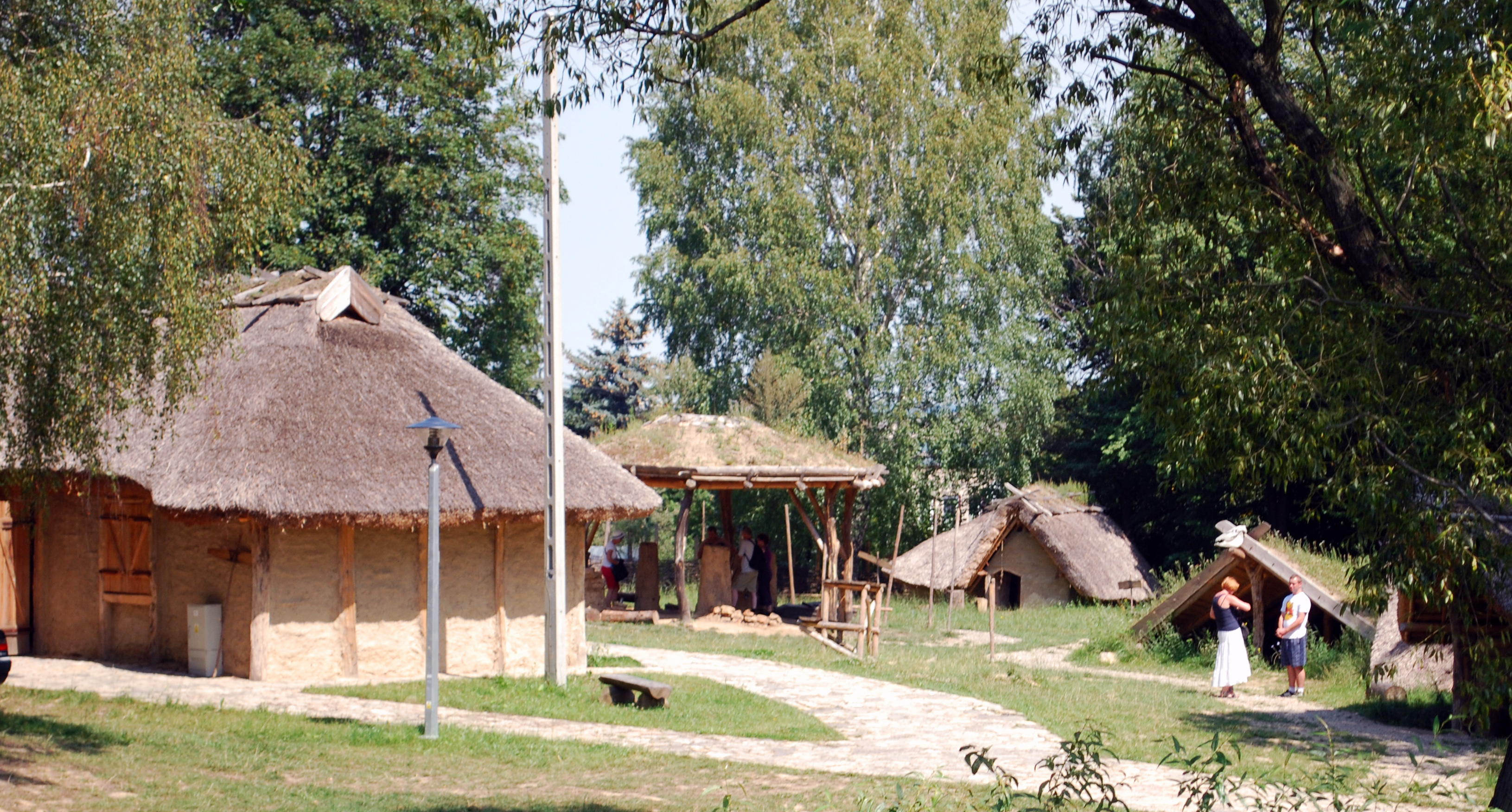
Cultureel-archeologisch centrum